# 尾三自動車

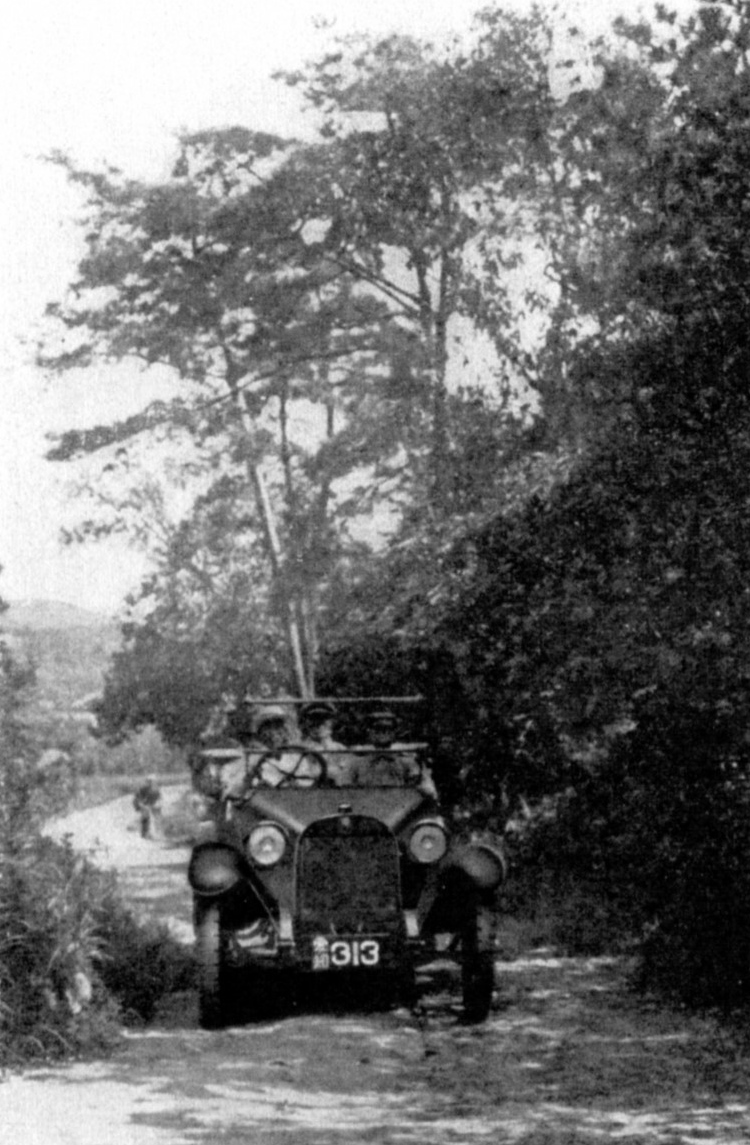
初期の尾三自動車

尾三自動車（びさんじどうしゃ）は、かつて現在の愛知県豊田市に本社があったバス会社で、愛知県内で最初の本格的なバス会社とされる。通称：尾三バス。

## 歴史
浦野謙朗を発起人とし、本多松三郎、宮川幾太郎らによって1913年（大正2年）に平戸橋 - 名古屋間のバス路線の営業が開始された。
営業成績が好調だったことから翌1914年（大正3年）には本多を社長とし尾三自動車株式会社が設立され、本社は猿投村越戸（現在の豊田市平戸橋町）に置かれた。1930年（昭和5年）には営業許可24路線（総延長距離720km）車両保有台数36台を誇る愛知県下最大のバス会社となり、名古屋-挙母間、挙母 - 岡崎間、瀬戸・小原・田口（設楽町）などに路線を広げている。
その後1933年（昭和8年）に自動車交通事業法施行により、愛知県においても乱立状態であったバス事業者の統合が進む中、尾三自動車もいくつかのバス会社を合併した。後に三河鉄道と愛知電鉄（名古屋鉄道）の間で買収合戦が繰り広げられた結果、1937年（昭和12年）2月に名古屋鉄道の傘下となった。買収価格は資本金7万5千円に対し37万5千円であった。
折しも同じ年の1937年（昭和12年）7月に勃発した日中戦争により1938年（昭和13年）には陸上交通事業統制法、1941年（昭和16年）には陸運統制令が施行、時世は徐々に事業者の統合へと流れ、1943年（昭和18年）に名鉄自動車（後の名鉄バス）と合併、会社としての歴史を終えた。

## 年表
- 1912年（明治45年） - 宮川幾太郎が平戸橋（現在の豊田市平戸橋町波岩） - 名古屋市東田町（現在の名古屋市東区東桜）間の路線の営業許可を申請。
- 1913年（大正2年）8月18日 - 許可を受け事業を開始 。
- 1914年（大正3年）
  - 8月31日 - 東田町 - 赤池 - 米野木 - 越戸 - 挙母間開業[4]。
  - 9月22日 - 尾三自動車株式会社を設立[7]。
- 1937年（昭和12年）2月 - 名古屋鉄道の傘下に入る（社長藍川清成[8]）。
- 1938年（昭和13年） - 名鉄自動車・南信自動車との共同運行により、名古屋 - 飯田間の直通バス路線の運行を開始（名飯急行バス）。
- 1941年（昭和16年）8月31日 - 名飯急行バス、ガソリン統制により休止。
- 1943年（昭和18年） - 名鉄自動車と対等合併。

## 参考書籍・資料
- 豊田市近代の産業とくらし発見館 企画展『尾三バス、走る!』展示資料より